# Chiesa di Santa Maria Assunta (Trento, Baselga del Bondone)
La chiesa di Santa Maria Assunta è la parrocchiale di Baselga del Bondone, frazione di Trento in Trentino. Appartiene alla zona pastorale di Trento dell'arcidiocesi di Trento e risale al XII secolo.

## Storia

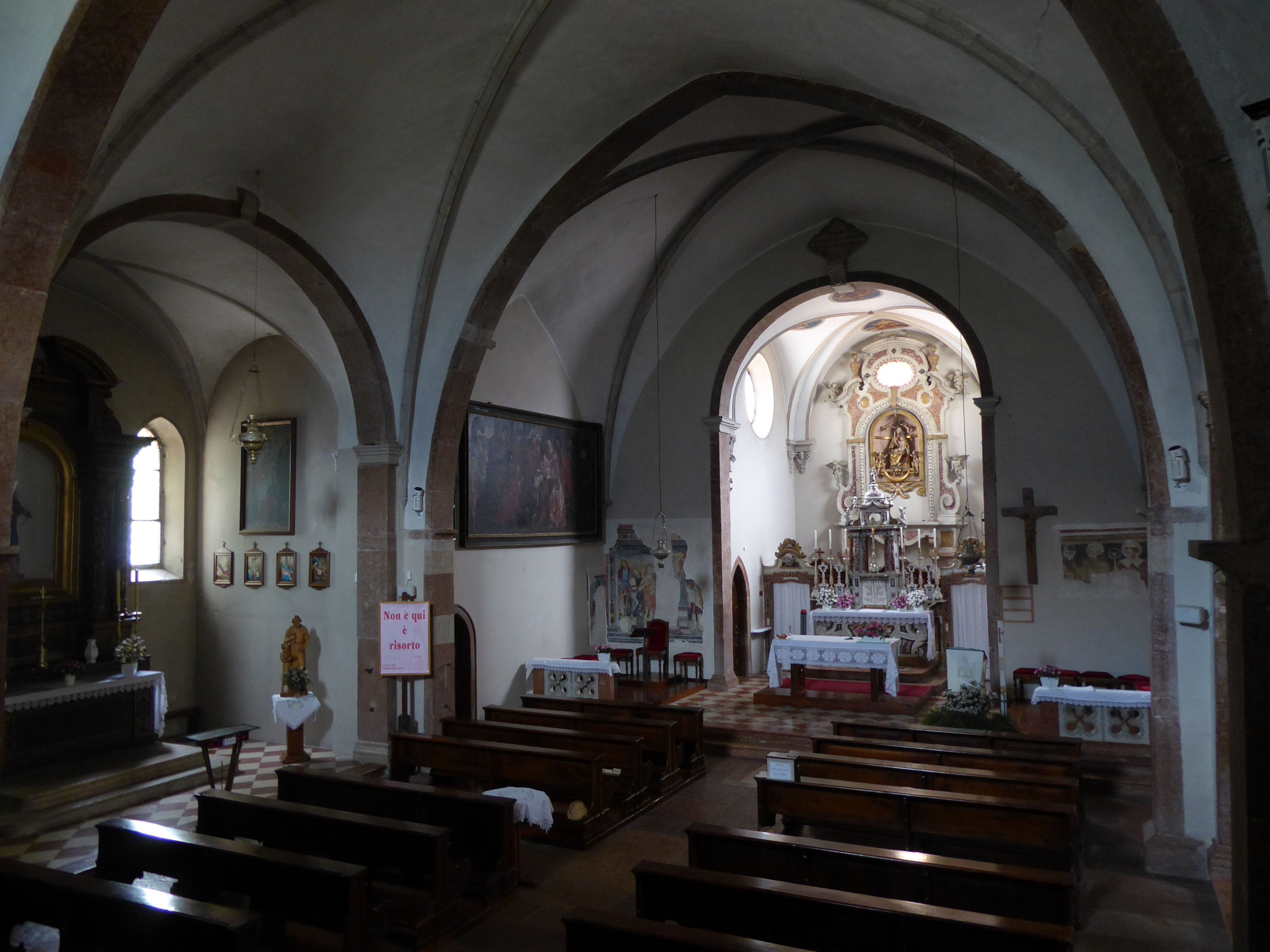
Interno

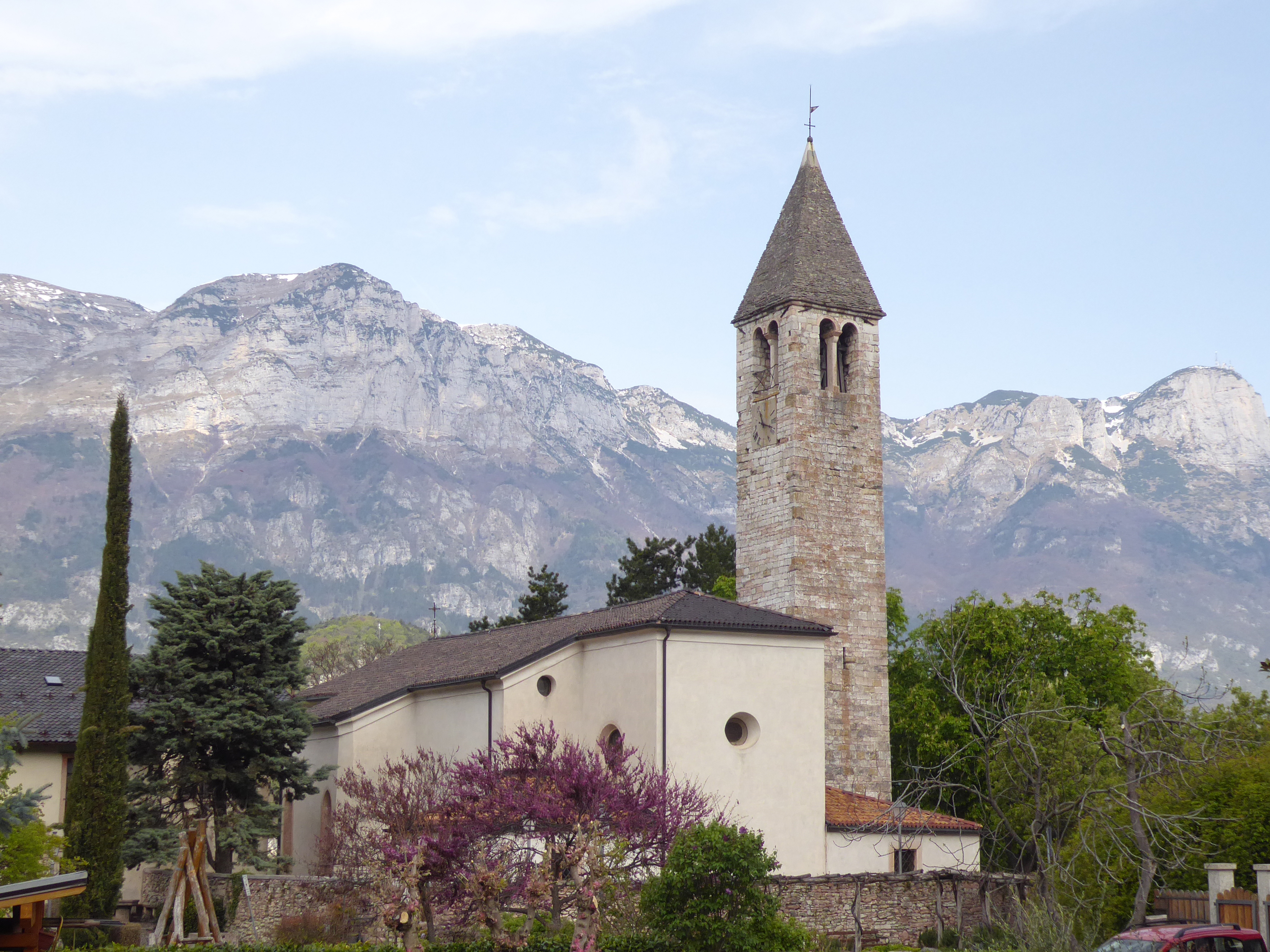
Retro e campanile

La prima citazione documentale della pieve di Baselga compresa un tempo nel Sopramonte è contenuta in una bolla papale di Lucio III del 1183.
Venne citata come basilica Supramontis per identificare l'importanza sia del territorio sia della stessa chiesa in quel periodo storico. Posizionata sul versante del Doss Grum e a nord di Baselga, probabilmente furono popolazioni arimanne a costruire la chiesa.
Durante il XVI secolo fu oggetto di riedificazione ed ampliamento, la sua parte absidale venne affrescata da un maestro proveniente dalla Lombardia, vennero rifatte le coperture della sala e della torre campanaria e fu rinnovato anche il portale del prospetto (su quest'ultimo viene riportata la data 15869).
Nella prima metà del secolo successivo venne ampliata la sala con l'aggiunta di cappelle laterali e di un nuovo presbiterio.
A partire dal XIX secolo la chiesa venne modificata in varie occasioni assumendo un aspetto neogotico con finestre ad ogiva e portali in stile.
Nel 1929 il vescovo di Trento Celestino Endrici elevò la chiesa parrocchiale di Baselga del Bondone ad arcipretale. Questo perché, oltre ad essere presente da secoli sul territorio è stata chiesa madre per molte altre dei paesi vicini, oltre che sede di illustri pievani.
Nuovi restauri si sono avuti nel 1927, nel 1980 e nel 2000.